# Stephan Pabst
Stephan Pabst (* 6. August 1972 in Halle (Saale)) ist ein deutscher Literaturwissenschaftler.

## Leben
Von 1993 bis 2000 studierte er neuere deutsche Literatur und Philosophie in Halle, London und Berlin (1997–1999 Stipendiat der Studienstiftung des Deutschen Volkes). Von 2000 bis 2002 war er freier Autor für Den Tagesspiegel. Von 2000 bis 2001 war er wissenschaftlicher Mitarbeiter im SFB Ereignis Weimar – Jena: Kultur um 1800 der Friedrich-Schiller-Universität Jena. Von 2001 bis 2002 war er wissenschaftlicher Mitarbeiter des Deutschen Bundestages. Von 2003 bis 2006 war er Stipendiat des Graduierten-Kollegs Klassizismus und Romantik der Universität Gießen. Nach der Promotion 2006 war er von 2006 bis 2019 wissenschaftlicher Mitarbeiter an der Universität Jena. Nach der Habilitation 2013 vertrat er von 2013 bis 2015 eine Professur (W3) an der Friedrich-Schiller-Universität Jena. 2018 hatte er eine DAAD-Gastdozentur an der Sorbonne Université. Seit 2019 hatte er eine Heisenberg-Stelle an der Martin-Luther-Universität Halle-Wittenberg inne. Seit Juni 2021 lehrt er als Professor für Neuere und neueste deutsche Literaturwissenschaft an der Martin-Luther-Universität Halle-Wittenberg.
Seine Arbeitsschwerpunkte sind Literatur und Wissen/ Schwerpunkt: Physiognomik, Geschichte der Autorschaft, Lagerliteratur, Literatur nach 1945 und Gegenwartsliteratur.